# WASP-17b
WASP-17b — екзопланета в сузір'ї Скорпіона, яка обертається навколо зорі WASP-17. Про її відкриття стало відомо 11 серпня 2009. Вона стала першою серед відомих планет, яка має ретроградну орбіту. Це означає, що вона обертається навколо зорі в напрямку, який протилежний обертанню самої зорі. Це відкриття кинуло виклик традиційній теорії формування планет. З точки зору діаметра WASP-17b є другою найбільшою планетою серед відкритих дотепер. Однак вона має вдвічі меншу масу, ніж Юпітер, що робить її найрозрідженішею відомою планетою. 3 грудня 2013 року науковці, які працюють з телескопом Габбл оголосили про відкриття води в атмосфері цієї екзопланети.

## Відкриття
Група дослідників на чолі з Девідом Андерсоном із A team of researchers led by David Anderson of Кілського університету в Стаффордширі (Англія) відкрили газовий гігант, який розташований на відстані приблизно 1 тис. світлових років (300 парсеків) від Землі, коли побачили її під час проходження на тлі зорі WASP-17. Такі фотометричні спостереження дозволили встановити розмір планети. Це відкриття було зроблене за допомогою групи телескопів Південноафриканської астрономічної обсерваторії. Своєю назвою планета зобов'язана участі консорціуму університетів SuperWASP (Wide Angle Search for Planets). І це була 17-а планета, яку ця група відкрила.
Потім астрономи Женевської обсерваторії, використавши показники червоного зсуву і синього зсуву в спектрі зорі, а також променеву швидкість планети, яка змінюється залежно від її положення на орбіті, щоб визначити масу і показник ексцентриситету орбіти. Акуратне вивчення доплерівського зміщення під час проходження дозволило їм також визначити напрямок орбітального руху планети відносно обертання зорі. Для цього вони використали ефект Роззітера-МакЛаугліна.

## Характеристики
WASP-17b має радіус, який дорівнює 1,5-2 радіусам Юпітера, але лише половину його маси. Це означає, що густина планети становить 0,08 — 0,19 г/см3,, тоді як густина Юпітера — 1.326 г/см3, а Землі — 5,515 г/см3 (густина води становить 1 г/см3). Припускають, що надзвичайно низька густина є наслідком поєднання ексцентриситету орбіти і близькості до своєї зорі (менш як усемеро менша відстань, ніж від Меркурія до Сонця), а це призводить до припливного нагрівання її поверхні. Цей самий механізм призводить до бурхливої вулканічної активності на поверхні супутника Юпітера Іо.
Науковці що до кінця не впевнені, чому планета має ретроградну орбіту. Висувають припущення по гравітаційну пращу внаслідок майже зіткнення з іншою планетою, або ж втручанням планетоподібного тіла, яке поступово змінювало орбіту WASP-17b внаслідок ефекту Козаї.

## Виноски
1. ↑  for Case I in paper page 6, others range from 1.41 to 2.07
As of 2010, SuperWASP [Архівовано 2012-03-07 у Wayback Machine.] shows WASP-17b to have 1.66+0.20
−0.15 Jupiter Radii.